# Морґан Різер
Морґан Різер (англ. Morgan Reeser, 14 листопада 1962) — американський яхтсмен.
Срібний призер Олімпійських Ігор 1992 року в класі 470, учасник 1996 року.